# ليني مور (ملحن)
ليني مور (بالإنجليزية: Lennie Moore)‏ هو ملحن أمريكي، ولد في 12 ديسمبر 1961.

## وصلات خارجية
- ليني مور على موقع IMDb (الإنجليزية)
- ليني مور على موقع ميوزك برينز (الإنجليزية)
- ليني مور على موقع أول ميوزيك (الإنجليزية)
- ليني مور على موقع ديسكوغز (الإنجليزية)
- ليني مور على موقع قاعدة بيانات الفيلم (الإنجليزية)